# Liste portugiesischer Schachspieler
Die Liste portugiesischer Schachspieler enthält Schachspieler, die für den portugiesischen Schachverband spielberechtigt sind oder waren und mindestens eine der folgenden Bedingungen erfüllen:
- Träger einer der folgenden FIDE-Titel: Großmeister, Ehren-Großmeister, Internationaler Meister, Großmeisterin der Frauen, Ehren-Großmeisterin der Frauen, Internationale Meisterin der Frauen;
- Träger einer der folgenden ICCF-Titel: Großmeister, Verdienter Internationaler Meister, Internationaler Meister, Großmeisterin der Frauen, Internationale Meisterin der Frauen;
- Gewinn einer nationalen Einzelmeisterschaft;
- eine historische Elo-Zahl von mindestens 2500 (vor Einführung der Elo-Zahl im Juli 1971).

## A
- António Antunes (* 1962), Großmeister, portugiesischer Meister

## B
- Ana Filipa Baptista (* 1990), portugiesische Meisterin der Frauen

## C
- Eduardo Calhau, Internationaler Fernschachmeister
- Alda Carvalho (* 1976), portugiesische Meisterin der Frauen
- Jussara Chaves (* 1959), Internationale Meisterin der Frauen[1]
- Margarida Coimbra (* 1983), portugiesische Meisterin der Frauen
- Fernando de Almeida Costa Cleto, Verdienter Internationaler Meister im Fernschach
- João Cordovil (* 1946), portugiesischer Meister

## D
- Rui Dâmaso (* 1968), Internationaler Meister, portugiesischer Meister
- António Robalo Demétrio, Verdienter Internationaler Meister im Fernschach
- Paulo Dias (* 1979), Internationaler Meister, portugiesischer Meister
- Joaquim Durão (1930–2015), Internationaler Meister, portugiesischer Meister

## F
- António Fernandes (* 1962), Großmeister, portugiesischer Meister
- Diogo Fernando (* 1980), Internationaler Meister, portugiesischer Meister
- Ana Margarida Ferreira (* 1987), portugiesische Meisterin der Frauen
- Jorge Viterbo Ferreira (* 1994), Großmeister
- António Frois (* 1962), Internationaler Meister

## G
- Luís Galego (* 1966), Großmeister, portugiesischer Meister
- Maria do Carmo de Vasconcelos Gil, Internationale Fernschachmeisterin der Frauen
- Luís José Gonzaga Grego, Internationaler Fernschachmeister

## L
- Catarina Leite (* 1983), Internationale Meisterin der Frauen, portugiesische Meisterin der Frauen

## M
- Mário Machado, portugiesischer Meister
- Carlos Salvador Marques, Internationaler Fernschachmeister
- David Pires Tavares Martins (* 1997), Internationaler Meister
- Gustavo João Morais, Verdienter Internationaler Meister im Fernschach
- José Américo Paiva Moreira (* 1956), Internationaler Fernschachmeister
- El Morro (im 16. Jahrhundert), historischer Meister
- António José Brito Moura (1956–2018), Verdienter Internationaler Meister im Fernschach
- João Moura, portugiesischer Meister

## N
- Horácio Neto (* 1957), Fernschachgroßmeister
- Nelson Nogueira (* 1969), Internationaler Meister

## O
- Damiano de Odemira († um 1544), historischer Meister
- Daniel Oliveira, portugiesischer Meister
- Maria Inês Oliveira (* 1996), portugiesische Meisterin der Frauen

## P
- Renato Pereira (1945–2018), Internationaler Meister
- Rúben Pereira (* 1991), Internationaler Meister, portugiesischer Meister
- Francisco Azevedo Pessoa, Verdienter Internationaler Meister im Fernschach
- Leonel Pias, portugiesischer Meister
- Vladimiro Pina (* 1977), Internationaler Meister
- Joaquim Brandão de Pinho (* 1957), Internationaler Fernschachmeister
- Ariana Pintor (* 1988), portugiesische Meisterin der Frauen
- Filipa Pipiras (* 2005), portugiesische Meisterin der Frauen
- António Maria Pires, portugiesischer Meister
- Carlos Pires, portugiesischer Meister

## Q
- Luís Manuel Quaresma (* 1957), Verdienter Internationaler Meister im Fernschach

## R
- Luís Simões dos Reis (* 1963), Verdienter Internationaler Meister im Fernschach
- Fernando Ribeiro (* 1966), portugiesischer Meister
- João Mário Ribeiro (1929–2021), portugiesischer Meister
- Sérgio Rocha (* 1972), Internationaler Meister, portugiesischer Meister

## S
- Carlos Pereira dos Santos (* 1972), Internationaler Meister, portugiesischer Meister
- Luís Santos (* 1955), Internationaler Meister, portugiesischer Meister, Großmeister im Fernschach
- Tania Saraiva (* 1976), portugiesische Meisterin der Frauen
- João de Aragão Seia, Internationaler Fernschachmeister
- António Augusto Silva (* 1962), Fernschachgroßmeister
- Fernando Silva (* 1950), Internationaler Meister, portugiesischer Meister
- Mariana Sofia Silva (* 1998), portugiesische Meisterin der Frauen
- Joaquim Pedro Soberano, Fernschachgroßmeister
- André Ventura Sousa (* 2000), Internationaler Meister